# (21242) 1995 WZ41
1995 دابليو زد 41 (ويعرف أيضًا باسم (21242) 1995 دابليو زد 41 وفق تسمية الكوكب الصغير) (بالإنجليزية: 1995 WZ41)‏ هو كويكب ضمن حزام الكويكبات؛ وترتيبه 21242 من حيث الاكتشاف.
اكتُشف هذا الجُرم الفلكي بواسطة هيروشي كانيدا في 25 نوفمبر 1995.

## وصلات خارجية
- (21242) 1995 WZ41 في قاعدة بيانات مختبر الدفع النفاث لأجرام النظام الشمسي الصغيرة

- الاكتشاف · مخطط المدار ·  العناصر المدارية · المعلمات المادية

- (21242) 1995 WZ41 على موقع ويكي سكاي: DSS2, SDSS, GALEX, IRAS, Hydrogen α, X-Ray, Astrophoto, Sky Map, Articles and images